# Mateo Pérez
Mateo Facundo Pérez (Córdoba, 11 settembre 2001) è un calciatore argentino, difensore del San Martín (T).

## Caratteristiche tecniche
È un difensore centrale.

## Carriera
Cresciuto nel settore giovanile del Banfield, Pérez ha debuttato in prima squadra il 1º aprile 2021 nell'incontro di Copa Diego Armando Maradona vinto 3-2 contro il Vélez Sarsfield. Il 23 dicembre 2022 ha firmato il suo primo contratto professionistico.

## Statistiche

### Presenze e reti nei club
Statistiche aggiornate al 14 aprile 2024.
| Stagione        | Squadra         | Campionato      | Campionato | Campionato | Coppe nazionali | Coppe nazionali | Coppe nazionali | Coppe continentali | Coppe continentali | Coppe continentali | Altre coppe | Altre coppe | Altre coppe | Totale | Totale | Totale |
| Stagione        | Squadra         | Comp            | Pres       | Reti       | Comp            | Pres            | Reti            | Comp               | Pres               | Reti               | Comp        | Pres        | Reti        | Pres   | Reti   |        |
| --------------- | --------------- | --------------- | ---------- | ---------- | --------------- | --------------- | --------------- | ------------------ | ------------------ | ------------------ | ----------- | ----------- | ----------- | ------ | ------ | ------ |
| 2019-2020       | Banfield        | PD              | 0          | 0          | CA+CM           | 0+1             | 0               |                    | -                  | -                  |             | -           | -           | 1      | 0      |        |
| 2021            | Banfield        | PD              | 0          | 0          | CA+CdL          | 0               | 0               |                    | -                  | -                  |             | -           | -           | 0      | 0      |        |
| 2022            | Banfield        | PD              | 1          | 0          | CA+CdL          | 0               | 0               |                    | -                  | -                  |             | -           | -           | 1      | 0      |        |
| 2023            | Banfield        | PD              | 5          | 0          | CA+CdL          | 0+4             | 0               |                    | -                  | -                  | TC          | 0           | 0           | 9      | 0      |        |
| 2024            | Banfield        | PD              | 3          | 0          | CA+CdL          | 0+2             | 0               |                    | -                  | -                  |             | -           | -           | 5      | 0      |        |
| Totale carriera | Totale carriera | Totale carriera | 9          | 0          |                 | 7               | 0               |                    | -                  | -                  |             | 0           | 0           | 16     | 0      |        |